# 大木裕之
大木 裕之（おおき ひろゆき、1964年3月23日 - ）は、日本の映像作家、現代美術家。

## 経歴
東京都東村山市に生まれる。桐朋高等学校、東京大学工学部建築学科卒業。イメージフォーラム付属映像研究所修了。
大学在学中より映画を制作し始め、現在まで数々の国際映画祭へ作品を出品。全国の美術館等にて個展も開催している。1990年、イメージフォーラム・フェスティバル1990審査員特別賞受賞、1995年、ベルリン国際映画祭NETPAC賞受賞。
1991年より高知県高知市在住。

## 主な映像作品
- 「松前君」シリーズ （1989年～）
- ターチ・トリップ （1993年）
- あなたがすきです、だいすきです （I Like You, I Like You Very Much） （1994年）
- HEAVEN-6-BOX （1995年）
- たまあそび （1996年）
- 光の庭の子どもたち （1998年～）
- 心の中 （1999年）
- 001001　(2001年)
- G8 （2002年）

## 参加映画祭
- イメージフォーラム・フェスティバル
- 岡山映画祭
- 関西 Queer Film Festival
- サンダンス映画祭
- サンフランシスコ国際レズビアン&ゲイ映画祭
- タオルミナ国際映画祭
- 東京国際レズビアン&ゲイ映画祭
- ニューヨーク・レズビアン&ゲイ映画祭
- バンクーバー国際映画祭
- ハンブルク・レズビアン&ゲイ映画祭
- ベルリン国際映画祭
- 香港レズビアン&ゲイ映画
- 山形国際ドキュメンタリー映画祭
- リスボン国際ドキュメンタリー映画祭
- ロッテルダム国際映画祭

　他